# Pseudaphycus graminicola
Pseudaphycus graminicola är en stekelart som beskrevs av Timberlake 1916. Pseudaphycus graminicola ingår i släktet Pseudaphycus och familjen sköldlussteklar. Inga underarter finns listade i Catalogue of Life.